# Filippo Gherardi
Filippo Gherardi (Lucca, 1643 – 1704) è stato un pittore italiano.

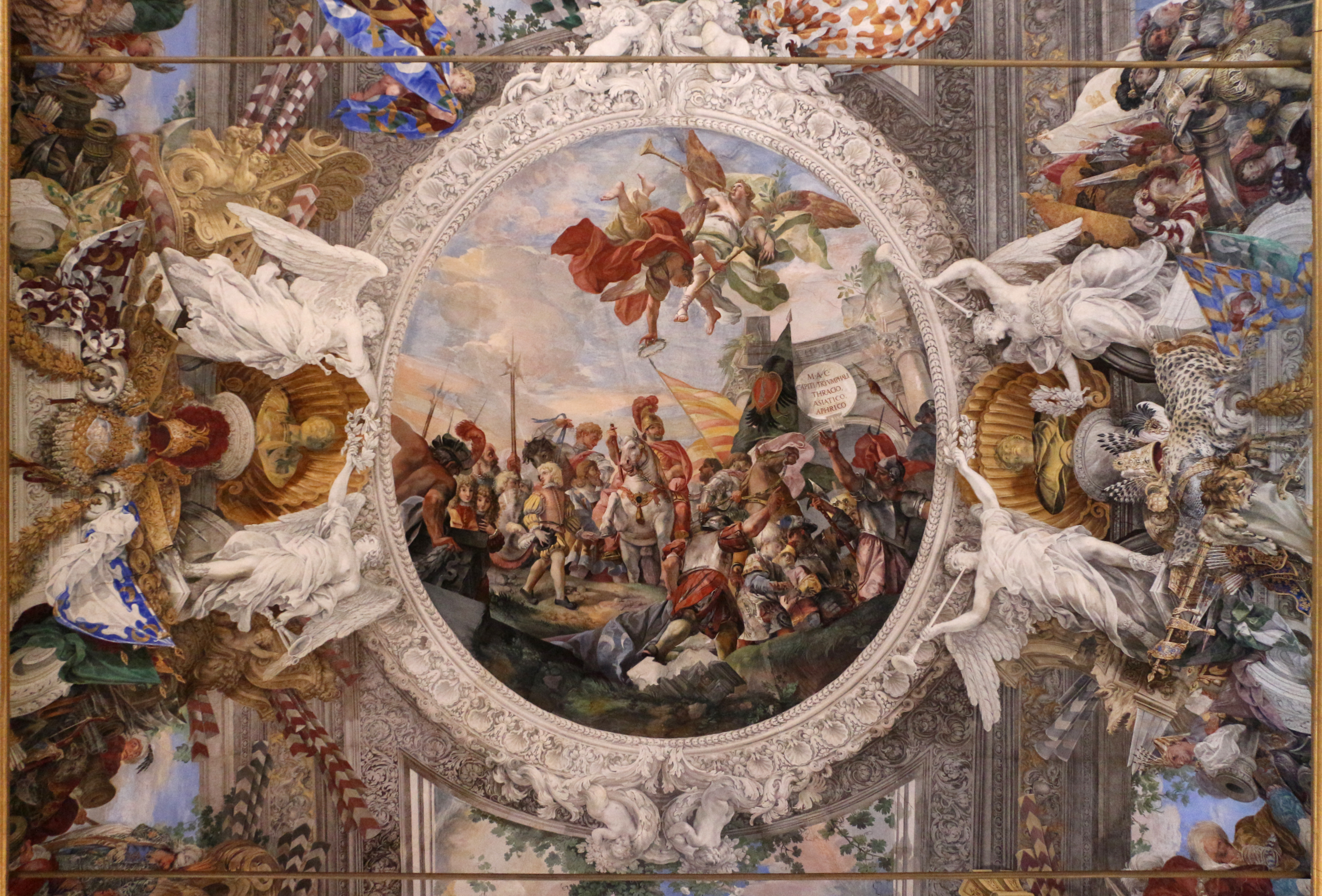
Giovanni Coli e Filippo Gherardi, Storie della battaglia di Lepanto (1675-78), palazzo Colonna, Roma

Allievo di Pietro da Cortona, fu ottimo frescante e operò a palazzo Colonna a Roma e a Lucca. Notevole la sua collaborazione con Giovanni Coli.